# Circoscrizione Lazio 2
La circoscrizione Lazio 2 è una circoscrizione elettorale italiana per l'elezione della Camera dei deputati.

## Storia e territorio
La circoscrizione venne istituita dalla legge Mattarella (legge 4 agosto 1993, n. 277) e sostituiva, accorpandole, parte della circoscrizione Roma-Viterbo-Latina-Frosinone (o collegio di Roma) e parte della circoscrizione Perugia-Terni-Rieti (o collegio di Perugia), in vigore per tutte le elezioni politiche italiane dal 1948 al 1992. Fu confermata nelle successive legge Calderoli (legge 21 dicembre 2005, n. 270) e legge Rosato (legge 3 novembre 2017, n. 165).
Il territorio della circoscrizione coincide alle 4 provincie di Frosinone, Latina, Rieti e Viterbo, con in più, dal 2017, 36 comuni della città metropolitana di Roma Capitale (ex provincia di Roma), ovvero la gran parte del territorio della regione Lazio (la restante parte costituisce la circoscrizione Lazio 1.

## Dal 1993 al 2005

### Collegi uninominali
| Mappa | Collegio      | Comuni |
| ----- | ------------- | --- |
|       | 1. Viterbo    | - Viterbo - Bassano in Teverina - Bomarzo - Calcata - Canepina - Caprarola - Carbognano - Castel Sant'Elia - Civita Castellana - Corchiano - Fabrica di Roma - Faleria - Gallese - Nepi - Orte - Ronciglione - Soriano nel Cimino - Vallerano - Vasanello - Vignanello - Vitorchiano |
|       | 2. Tarquinia  | - Tarquinia - Acquapendente - Bolsena - Gradoli - Grotte di Castro - San Lorenzo Nuovo - Proceno - Onano - Bagnoregio - Lubriano - Montefiascone - Marta - Capodimonte - Civitella d'Agliano - Blera - Bassarano Romano - Bassiano Romano - Montalto di Castro - Arlena di Castro - Canino - Capranica - Castiglione in Teverina - Celleno - Cellere - Farnese - Ischia di Castro - Latera - Monte Romano - Monterosi - Oriolo Romano - Piansano - Sutri - Tessennano - Valentano - Vejano - Vetralla - Villa San Giovanni in Tuscia - Graffignano |
|       | 3. Rieti      | - Tutti i comuni della provincia di Rieti |
|       | 4. Frosinone  | - Frosinone - Amaseno - Arnara - Boville Ernica - Castro dei Volsci - Ceccano - Giuliano di Roma - Pofi - Ripi - Torrice - Vallecorsa - Veroli - Villa Santo Stefano |
|       | 5. Alatri     | - Alatri - Acuto - Anagni - Collepardo - Ferentino - Filettino - Fiuggi - Fumone - Guarcino - Morolo - Paliano - Patrica - Piglio - Serrone - Sgurgola - Supino - Torre Cajetani - Trevi nel Lazio - Trivigliano - Vico nel Lazio |
|       | 6. Sora       | - Alvito - Arce - Arpino - Atina - Belmonte Castello - Broccostella - Campoli Appennino - Casalattico - Casalvieri - Castelliri - Ceprano - Colfelice - Fontana Liri - Fontechiari - Gallinaro - Isola del Liri - Monte San Giovanni Campano - Pescosolido - Picinisco - Posta Fibreno - Rocca d'Arce - San Biagio Saracinisco - San Donato Val di Comino - Santopadre - Settefrati - Sora - Strangolagalli - Vicalvi - Villa Latina |
|       | 7. Cassino    | - Acquafondata - Aquino - Cassino - Castrocielo - Cervaro - Colle San Magno - Esperia - Falvaterra - Pastena - Pico - Piedimonte San Germano - Pignataro Interamna - Pontecorvo - Roccasecca - San Giorgio a Liri - San Giovanni Incarico - San Vittore del Lazio - Sant'Ambrogio sul Garigliano - Sant'Andrea del Garigliano - Sant'Apollinare - Sant'Elia Fiumerapido - Terelle - Vallemaio - Vallerotonda - Villa Santa Lucia - Viticuso |
|       | 8. Latina     | - Tutti i comuni della provincia di Latina - Sermoneta - Pontinia |
|       | 9. Aprilia    | - Aprilia - Cisterna di Latina - Cori - Rocca Massima - Norma - Maenza - Sezze - Priverno - Bassiano - Roccagorga |
|       | 10. Terracina | - Terracina - Sabaudia - Fondi - Monte San Biagio - Priverno - Prossedi - Roccasecca dei Volsci - San Felice Circeo - Sonnino |
|       | 11. Formia    | - Formia - Campodimele - Castelforte - Gaeta - Itri - Lenola - Minturno - Ponza - Santi Cosma e Damiano - Sperlonga - Spigno Saturnia - Ventotene - Ausonia - Castelnuovo Parano - Coreno Ausonio |

### XII legislatura

#### Risultati elettorali
| Coalizioni                      | Liste                              | Proporzionale | Proporzionale | Proporzionale | Maggioritario | Maggioritario | Maggioritario |
| Coalizioni                      | Liste                              | Voti          | %             | Seggi         | Voti          | %             | Seggi         |
| ------------------------------- | ---------------------------------- | ------------- | ------------- | ------------- | ------------- | ------------- | ------------- |
| Polo del Buon Governo           | Forza Italia                       | 228.047       | 24,26         | 1             | 459.256       | 49,02         | 11            |
| Polo del Buon Governo           | Alleanza Nazionale                 | 217.543       | 23,14         | -             | 459.256       | 49,02         | 11            |
| Progressisti                    | Partito Democratico della Sinistra | 191.808       | 20,40         | 1             | 291.059       | 31,07         | -             |
| Progressisti                    | Rifondazione Comunista             | 68.675        | 7,31          | -             | 291.059       | 31,07         | -             |
| Progressisti                    | Partito Socialista Italiano        | 27.362        | 2,91          | -             | 291.059       | 31,07         | -             |
| Progressisti                    | Alleanza Democratica               | 18.731        | 1,99          | -             | 291.059       | 31,07         | -             |
| Patto per l'Italia              | Partito Popolare Italiano          | 137.018       | 14,58         | 1             | 148.695       | 15,87         | -             |
| Lista Pannella - Riformatori    | Lista Pannella - Riformatori       | 39.793        | 4,23          | -             | 22.014        | 2,35          | -             |
| Movimento Cristiano Democratico | Movimento Cristiano Democratico    | 11.036        | 1,17          | -             | 15.877        | 1,69          | -             |
| Totale                          | Totale                             | 940.013       |               | 3             | 936.901       |               | 11            |

#### Eletti

##### Parte proporzionale
| Forza Italia          | Partito Democratico della Sinistra | Partito Popolare Italiano |
| --------------------- | ---------------------------------- | ------------------------- |
|                       |                                    |                           |
| - Francesco D'Onofrio | - Paola Gaiotti De Biase           | - Leopoldo Elia           |

##### Parte maggioritaria
Eletti nel Polo del Buon Governo (FI - AN - CCD - UdC - PLD)
| Collegio  | Deputato | Deputato                | Partito |
| --------- | -------- | ----------------------- | ------- |
| Viterbo   |          | Nicola Parenti          |         |
| Tarquinia |          | Giuseppe Lazzarini      |         |
| Rieti     |          | Guglielmo Rositani      |         |
| Frosinone |          | Riccardo Mastrangeli    |         |
| Alatri    |          | Oreste Tofani           |         |
| Sora      |          | Flavio Tanzilli         |         |
| Cassino   |          | Modesto Della Rosa      |         |
| Latina    |          | Vincenzo Zaccheo        |         |
| Aprilia   |          | Vincenzo Bianchi        |         |
| Terracina |          | Maria Burani Procaccini |         |
| Formia    |          | Gianfranco Conte        |         |

### XIII legislatura

#### Risultati elettorali
| Coalizioni             | Liste                              | Proporzionale | Proporzionale | Proporzionale | Maggioritario | Maggioritario | Maggioritario |
| Coalizioni             | Liste                              | Voti          | %             | Seggi         | Voti          | %             | Seggi         |
| ---------------------- | ---------------------------------- | ------------- | ------------- | ------------- | ------------- | ------------- | ------------- |
| Polo per le Libertà    | Forza Italia                       | 225.309       | 23,94         | 1             | 453.770       | 48,52         | 5             |
| Polo per le Libertà    | Alleanza Nazionale                 | 220.769       | 23,46         | 1             | 453.770       | 48,52         | 5             |
| Polo per le Libertà    | CCD-CDU                            | 67.853        | 7,21          | 1             | 453.770       | 48,52         | 5             |
| L'Ulivo                | Partito Democratico della Sinistra | 184.412       | 19,59         | 1             | 420.319       | 44,94         | 6             |
| L'Ulivo                | Popolari per Prodi                 | 67.170        | 7,14          | -             | 420.319       | 44,94         | 6             |
| L'Ulivo                | Rinnovamento Italiano              | 41.114        | 4,37          | -             | 420.319       | 44,94         | 6             |
| Rifondazione Comunista | Rifondazione Comunista             | 87.366        | 9,28          | 1             | N.D.          | N.D.          | N.D.          |
| Fiamma Tricolore       | Fiamma Tricolore                   | 26.249        | 2,79          | -             | 61.188        | 6,54          | -             |
| Totale                 | Totale                             | 941.144       |               | 5             | 935.277       |               | 11            |

#### Eletti

##### Parte proporzionale
| Forza Italia  | Alleanza Nazionale | Partito Democratico della Sinistra | Rifondazione Comunista | CCD-CDU         |
| ------------- | ------------------ | ---------------------------------- | ---------------------- | --------------- |
|               |                    |                                    |                        |                 |
| - Luca Danese | - Adolfo Urso      | - Anna Maria Serafini              | - Mario Michelangeli   | - Maretta Scoca |

##### Parte maggioritaria
Eletti nell'Ulivo (PDS - P-S-P-U-P - RI - FdV)
     Eletti nel Polo per le Libertà (FI - AN - CCD-CDU)
| Collegio  | Deputato | Deputato                | Partito                                       |
| --------- | -------- | ----------------------- | --------------------------------------------- |
| Viterbo   |          | Giuseppe Fioroni        | Partito Popolare Italiano                     |
| Tarquinia |          | Gianfranco Saraca       | Forza Italia                                  |
| Rieti     |          | Pietro Carotti          | Partito Popolare Italiano                     |
| Frosinone |          | Gian Franco Schietroma  | Partito Socialista Democratico Italiano (PDS) |
| Alatri    |          | Giuseppe Alveti         | Partito Democratico della Sinistra            |
| Sora      |          | Cesidio Casinelli       | Partito Popolare Italiano                     |
| Cassino   |          | Lucio Testa             | Rinnovamento Italiano                         |
| Latina    |          | Vincenzo Zaccheo        | Alleanza Nazionale                            |
| Aprilia   |          | Vincenzo Bianchi        | Forza Italia                                  |
| Terracina |          | Maria Burani Procaccini | Forza Italia                                  |
| Formia    |          | Gianfranco Conte        | Forza Italia                                  |

### XIV legislatura

#### Risultati elettorali
| Coalizioni             | Liste                   | Proporzionale | Proporzionale | Proporzionale | Maggioritario | Maggioritario | Maggioritario |
| Coalizioni             | Liste                   | Voti          | %             | Seggi         | Voti          | %             | Seggi         |
| ---------------------- | ----------------------- | ------------- | ------------- | ------------- | ------------- | ------------- | ------------- |
| Casa delle Libertà     | Forza Italia            | 316.584       | 33,53         | 2             | 496.656       | 51,91         | 11            |
| Casa delle Libertà     | Alleanza Nazionale      | 167.391       | 17,73         | 1             | 496.656       | 51,91         | 11            |
| Casa delle Libertà     | CCD-CDU                 | 42.702        | 4,52          | -             | 496.656       | 51,91         | 11            |
| Casa delle Libertà     | Nuovo PSI               | 12.700        | 1,34          | -             | 496.656       | 51,91         | 11            |
| L'Ulivo                | Democratici di Sinistra | 148.427       | 15,72         | 1             | 370.820       | 38,76         | -             |
| L'Ulivo                | La Margherita           | 89.519        | 9,48          | -             | 370.820       | 38,76         | -             |
| L'Ulivo                | Il Girasole             | 18.734        | 1,98          | -             | 370.820       | 38,76         | -             |
| L'Ulivo                | Comunisti Italiani      | 17.728        | 1,88          | -             | 370.820       | 38,76         | -             |
| Rifondazione Comunista | Rifondazione Comunista  | 44.695        | 4,73          | -             | N.D.          | N.D.          | N.D.          |
| Italia dei Valori      | Italia dei Valori       | 34.426        | 3,65          | -             | 31.793        | 3,32          | -             |
| Democrazia Europea     | Democrazia Europea      | 30.793        | 3,26          | -             | 44.555        | 4,66          | -             |
| Lista Emma Bonino      | Lista Emma Bonino       | 17.774        | 1,88          | -             | 12.886        | 1,35          | -             |
| Paese Nuovo            | Paese Nuovo             | 1.953         | 0,21          | -             | N.D.          | N.D.          | N.D.          |
| Abolizione Scorporo    | Abolizione Scorporo     | 822           | 0,09          | -             | N.D.          | N.D.          | N.D.          |
| Totale                 | Totale                  | 944.248       |               | 4             | 956.710       |               | 11            |

#### Eletti

##### Parte proporzionale
| Forza Italia                            | Alleanza Nazionale  | Democratici di Sinistra |
| --------------------------------------- | ------------------- | ----------------------- |
|                                         |                     |                         |
| - Domenico Di Virgilio - Luigi Muratori | - Antonio Mazzocchi | - Sesa Amici            |

##### Parte maggioritaria
Eletti nella Casa delle Libertà (FI - AN - CCD-CDU - NPSI)
| Collegio  | Deputato | Deputato                | Partito |
| --------- | -------- | ----------------------- | ------- |
| Viterbo   |          | Marcello Meroi          |         |
| Tarquinia |          | Rodolfo Gigli           |         |
| Rieti     |          | Guglielmo Rositani      |         |
| Frosinone |          | Benito Savo             |         |
| Alatri    |          | Italico Perlini         |         |
| Sora      |          | Flavio Tanzilli         |         |
| Cassino   |          | Giulio La Starza        |         |
| Latina    |          | Vincenzo Zaccheo        |         |
| Aprilia   |          | Riccardo Ricciuti       |         |
| Terracina |          | Maria Burani Procaccini |         |
| Formia    |          | Gianfranco Conte        |         |

## Dal 2005 al 2017

### XV legislatura

#### Risultati elettorali
|                               | Forza Italia                                      | 267 046   | 26,60 | 4  |  |  |  |  |  |
|                               | Alleanza Nazionale                                | 172 742   | 17,21 | 3  |  |  |  |  |  |
|                               | Unione dei Democratici Cristiani e di Centro      | 85 071    | 8,47  | 1  |  |  |  |  |  |
|                               | Democrazia Cristiana per le Autonomie – Nuovo PSI | 12 214    | 1,22  | –  |  |  |  |  |  |
|                               | Alternativa Sociale                               | 11 152    | 1,11  | –  |  |  |  |  |  |
|                               | Fiamma Tricolore                                  | 10 433    | 1,04  | –  |  |  |  |  |  |
|                               | Lega Nord – MPA                                   | 3 216     | 0,32  | –  |  |  |  |  |  |
|                               | Totale coalizione                                 | 561 874   | 55,96 | 8  |  |  |  |  |  |
|                               | L'Ulivo                                           | 268 446   | 26,74 | 4  |  |  |  |  |  |
|                               | Partito della Rifondazione Comunista              | 59 095    | 5,89  | 1  |  |  |  |  |  |
|                               | Rosa nel Pugno                                    | 33 732    | 3,36  | 1  |  |  |  |  |  |
|                               | Partito dei Comunisti Italiani                    | 24 626    | 2,45  | –  |  |  |  |  |  |
|                               | Popolari UDEUR                                    | 18 394    | 1,83  | 1  |  |  |  |  |  |
|                               | Italia dei Valori                                 | 15 888    | 1,58  | –  |  |  |  |  |  |
|                               | Federazione dei Verdi                             | 13 874    | 1,38  | –  |  |  |  |  |  |
|                               | Partito Pensionati                                | 4 842     | 0,48  | –  |  |  |  |  |  |
|                               | I Socialisti                                      | 3 205     | 0,32  | –  |  |  |  |  |  |
|                               | Totale coalizione                                 | 442 102   | 44,04 | 7  |  |  |  |  |  |
| Totale                        | Totale                                            | 1 003 976 | 100   | 15 |  |  |  |  |  |
|                               |                                                   |           |       |    |  |  |  |  |  |
| Voti non validi               | Voti non validi                                   | 34 246    | 3,30  |    |  |  |  |  |  |
| Votanti                       | Votanti                                           | 1 038 222 | 85,74 |    |  |  |  |  |  |
| Elettori                      | Elettori                                          | 1 210 830 |       |    |  |  |  |  |  |
|                               |                                                   |           |       |    |  |  |  |  |  |
| Fonte: Ministero dell'interno |                                                   |           |       |    |  |  |  |  |  |

#### Eletti
| Forza Italia                                                                                         | Alleanza Nazionale                                                            | Unione dei Democratici Cristiani e di Centro |
| --- | ----------------------------------------------------------------------------- | -------------------------------------------- |
| |                                                                               |                                              |
| - → Silvio Berlusconi - Rocco Crimi - Gianfranco Conte - Domenico Di Virgilio - Antonello Iannarilli | - → Gianfranco Fini - Riccardo Pedrizzi - Fabio Rampelli - Guglielmo Rositani | - → Pier Ferdinando Casini - Armando Dionisi |

| L'Ulivo                                                                          | Partito della Rifondazione Comunista   | Rosa nel Pugno                                              | Udeur           |
| -------------------------------------------------------------------------------- | -------------------------------------- | ----------------------------------------------------------- | --------------- |
|                                                                                  |                                        |                                                             |                 |
| - → Romano Prodi - Fulvia Bandoli - Giuseppe Fioroni - Ugo Sposetti - Sesa Amici | - → Fausto Bertinotti - Elettra Deiana | - → Emma Bonino - → Enrico Boselli - Gian Franco Schietroma | - Angelo Picano |

1. ↑  Opta per la circoscrizione Campania 1
2. ↑  Opta per la circoscrizione Emilia-Romagna
3. ↑  Opta per la circoscrizione Lombardia 1
4. ↑  Opta per la circoscrizione Emilia-Romagna
5. ↑  Opta per la circoscrizione Piemonte 2
6. ↑  Opta per la circoscrizione Veneto 2
7. ↑  Opta per la circoscrizione Sicilia 2

### XVI legislatura

#### Risultati elettorali
|                               | Il Popolo della Libertà               | 477 786   | 49,34 | 9  |  |  |  |  |  |
|                               | Movimento per l'Autonomia             | 3 891     | 0,40  | –  |  |  |  |  |  |
|                               | Totale coalizione                     | 481 677   | 49,74 | 9  |  |  |  |  |  |
|                               | Partito Democratico                   | 297 013   | 30,67 | 5  |  |  |  |  |  |
|                               | Italia dei Valori                     | 28 817    | 2,98  | –  |  |  |  |  |  |
|                               | Totale coalizione                     | 325 830   | 33,65 | 5  |  |  |  |  |  |
|                               | Unione di Centro                      | 58 572    | 6,05  | 1  |  |  |  |  |  |
|                               | La Destra - Fiamma Tricolore          | 32 495    | 3,36  | –  |  |  |  |  |  |
|                               | La Sinistra l'Arcobaleno              | 26 810    | 2,77  | –  |  |  |  |  |  |
|                               | Partito Socialista                    | 15 597    | 1,61  | –  |  |  |  |  |  |
|                               | Partito Comunista dei Lavoratori      | 4 940     | 0,51  | –  |  |  |  |  |  |
|                               | Forza Nuova                           | 4 511     | 0,47  | –  |  |  |  |  |  |
|                               | Sinistra Critica                      | 4 382     | 0,45  | –  |  |  |  |  |  |
|                               | Partito Liberale Italiano             | 3 312     | 0,34  | –  |  |  |  |  |  |
|                               | Per il Bene Comune                    | 2 872     | 0,30  | –  |  |  |  |  |  |
|                               | Associazione per la Difesa della Vita | 2 711     | 0,28  | –  |  |  |  |  |  |
|                               | Unione Democratica per i Consumatori  | 2 630     | 0,27  | –  |  |  |  |  |  |
|                               | Partito di Alternativa Comunista      | 1 993     | 0,21  | –  |  |  |  |  |  |
| Totale                        | Totale                                | 968 332   | 100   | 15 |  |  |  |  |  |
|                               |                                       |           |       |    |  |  |  |  |  |
| Voti non validi               | Voti non validi                       | 39 729    | 3,94  |    |  |  |  |  |  |
| Votanti                       | Votanti                               | 1 008 061 | 82,69 |    |  |  |  |  |  |
| Elettori                      | Elettori                              | 1 219 047 |       |    |  |  |  |  |  |
|                               |                                       |           |       |    |  |  |  |  |  |
| Fonte: Ministero dell'interno |                                       |           |       |    |  |  |  |  |  |

#### Eletti
| Il Popolo della Libertà | Partito Democratico                                                                  | Unione di Centro                                |
| --- | ------------------------------------------------------------------------------------ | ----------------------------------------------- |
| |                                                                                      |                                                 |
| - → Silvio Berlusconi - → Gianfranco Fini - Rocco Crimi - Giorgia Meloni - Eugenia Roccella - Fabio Rampelli - Gianfranco Conte - Cosimo Ventucci - Francesco Aracri - Giulio Marini - Antonello Iannarilli | - Donatella Ferranti - Giuseppe Fioroni - Ugo Sposetti - Sesa Amici - Matteo Mecacci | - → Pier Ferdinando Casini - Luciano Ciocchetti |

1. ↑  Opta per la circoscrizione Molise
2. ↑  Opta per la circoscrizione Emilia-Romagna
3. ↑  Opta per la circoscrizione Liguria

### XVII legislatura

#### Risultati elettorali
|                               | Il Popolo della Libertà          | 257 799   | 28,78 | 3  |  |  |  |  |  |
|                               | Fratelli d'Italia                | 28 750    | 3,21  | 1  |  |  |  |  |  |
|                               | La Destra                        | 19 047    | 2,13  | –  |  |  |  |  |  |
|                               | Lega Nord                        | 2 869     | 0,32  | –  |  |  |  |  |  |
|                               | Moderati in Rivoluzione          | 2 103     | 0,23  | –  |  |  |  |  |  |
|                               | Intesa Popolare                  | 1 452     | 0,16  | –  |  |  |  |  |  |
|                               | Totale coalizione                | 312 020   | 34,83 | 4  |  |  |  |  |  |
|                               | Movimento 5 Stelle               | 240 880   | 26,89 | 3  |  |  |  |  |  |
|                               | Partito Democratico              | 196 186   | 21,90 | 7  |  |  |  |  |  |
|                               | Sinistra Ecologia Libertà        | 26 762    | 2,99  | 1  |  |  |  |  |  |
|                               | Centro Democratico               | 2 514     | 0,28  | –  |  |  |  |  |  |
|                               | Totale coalizione                | 225 462   | 25,17 | 8  |  |  |  |  |  |
|                               | Scelta Civica                    | 53 660    | 5,99  | 1  |  |  |  |  |  |
|                               | Unione di Centro                 | 18 425    | 2,06  | –  |  |  |  |  |  |
|                               | Futuro e Libertà per l'Italia    | 4 435     | 0,50  | –  |  |  |  |  |  |
|                               | Totale coalizione                | 76 520    | 8,54  | 1  |  |  |  |  |  |
|                               | Rivoluzione Civile               | 19 384    | 2,16  | –  |  |  |  |  |  |
|                               | Fare per Fermare il Declino      | 4 456     | 0,50  | –  |  |  |  |  |  |
|                               | CasaPound                        | 4 318     | 0,48  | –  |  |  |  |  |  |
|                               | Partito Comunista dei Lavoratori | 3 938     | 0,44  | –  |  |  |  |  |  |
|                               | Fiamma Tricolore                 | 3 599     | 0,40  | –  |  |  |  |  |  |
|                               | Forza Nuova                      | 3 105     | 0,35  | –  |  |  |  |  |  |
|                               | Tutti Insieme per l'Italia       | 1 485     | 0,17  | –  |  |  |  |  |  |
|                               | Democrazia Atea                  | 598       | 0,07  | –  |  |  |  |  |  |
| Totale                        | Totale                           | 895 765   | 100   | 16 |  |  |  |  |  |
|                               |                                  |           |       |    |  |  |  |  |  |
| Voti non validi               | Voti non validi                  | 54 111    | 5,70  |    |  |  |  |  |  |
| Votanti                       | Votanti                          | 949 876   | 77,35 |    |  |  |  |  |  |
| Elettori                      | Elettori                         | 1 227 950 |       |    |  |  |  |  |  |
|                               |                                  |           |       |    |  |  |  |  |  |
| Fonte: Ministero dell'interno |                                  |           |       |    |  |  |  |  |  |

#### Eletti
| Partito Democratico | Il Popolo della Libertà                                  | Movimento 5 Stelle                                        |
| --- | -------------------------------------------------------- | --------------------------------------------------------- |
| |                                                          |                                                           |
| - Donatella Ferranti - Giuseppe Fioroni - Alessandro Mazzoli - Fabio Melilli - Sesa Amici - Pierdomenico Martino - Alessandra Terrosi | - Rocco Crimi - Vincenzo Piso - Barbara Saltamartini     | - Massimiliano Bernini - Cristian Iannuzzi - Luca Frusone |
| Sinistra Ecologia Libertà | Fratelli d'Italia                                        | Scelta Civica                                             |
| |                                                          |                                                           |
| - → Nichi Vendola - Nazzareno Pilozzi                                                                                                 | - → Giorgia Meloni - → Fabio Rampelli - Pasquale Maietta | - Federico Fauttilli                                      |

1. ↑  Opta per la circoscrizione Puglia
2. ↑  Opta per la circoscrizione Lombardia 3
3. ↑  Opta per la circoscrizione Lazio 1

## Dal 2017

### Collegi elettorali

#### Dal 2017 al 2020
Alla circoscrizione sono attribuiti 20 seggi: 7 sono assegnati mediante sistema maggioritario, in altrettanti collegi uninominali; 13 mediante sistema proporzionale, all'interno di due collegi plurinominali.
| Collegi plurinominali | Collegi plurinominali | Collegi uninominali                                            |
| --------------------- | --------------------- | -------------------------------------------------------------- |
|                       | Lazio 2 - 01          | - 01 - Viterbo - 02 - Civitavecchia - 03 - Rieti               |
|                       | Lazio 2 - 02          | - 06 - Frosinone - 08 - Cassino - 09 - Terracina - 10 - Latina |

#### Dal 2020
In seguito alla riforma costituzionale del 2020 in tema di riduzione del numero dei parlamentari, alla circoscrizione sono attribuiti 12 seggi: 5 sono assegnati mediante sistema maggioritario, in altrettanti collegi uninominali; 7 mediante sistema proporzionale, all'interno di due collegi plurinominali.
| Collegi plurinominali | Collegi plurinominali | Collegi uninominali                             |
| --------------------- | --------------------- | ----------------------------------------------- |
|                       | Lazio 2 - 01          | - 01 - Viterbo - 02 - Rieti                     |
|                       | Lazio 2 - 02          | - 03 - Latina - 04 - Frosinone - 05 - Terracina |

### XVIII legislatura

#### Risultati elettorali
|                            | Lega                                        | 176 400   | 16,52 | 3  | 431 865   | 40,45 | 6 |  |  |
|                            | Forza Italia                                | 174 110   | 16,31 | 2  | 431 865   | 40,45 | 6 |  |  |
|                            | Fratelli d'Italia                           | 70 569    | 6,61  | 1  | 431 865   | 40,45 | 6 |  |  |
|                            | Noi con l'Italia – UDC                      | 10 786    | 1,01  | –  | 431 865   | 40,45 | 6 |  |  |
|                            | Movimento 5 Stelle                          | 367 821   | 34,45 | 5  | 367 821   | 34,45 | 1 |  |  |
|                            | Partito Democratico                         | 163 104   | 15,28 | 2  | 191 887   | 17,97 | – |  |  |
|                            | +Europa                                     | 18 071    | 1,69  | –  | 191 887   | 17,97 | – |  |  |
|                            | Civica Popolare                             | 5 493     | 0,51  | –  | 191 887   | 17,97 | – |  |  |
|                            | Italia Europa Insieme                       | 5 219     | 0,49  | –  | 191 887   | 17,97 | – |  |  |
|                            | Liberi e Uguali                             | 29 959    | 2,81  | –  | 29 959    | 2,81  | – |  |  |
|                            | CasaPound                                   | 19 233    | 1,80  | –  | 19 233    | 1,80  | – |  |  |
|                            | Potere al Popolo!                           | 10 974    | 1,03  | –  | 10 974    | 1,03  | – |  |  |
|                            | Partito Comunista                           | 5 995     | 0,56  | –  | 5 995     | 0,56  | – |  |  |
|                            | Il Popolo della Famiglia                    | 4 207     | 0,39  | –  | 4 207     | 0,39  | – |  |  |
|                            | Italia agli Italiani (FN - FT)              | 3 755     | 0,35  | –  | 3 755     | 0,35  | – |  |  |
|                            | Per una Sinistra Rivoluzionaria (SCR - PCL) | 1 009     | 0,09  | –  | 1 009     | 0,09  | – |  |  |
|                            | Lista del Popolo per la Costituzione        | 840       | 0,08  | –  | 840       | 0,08  | – |  |  |
| Totale                     | Totale                                      | 1 067 545 | 100   | 13 | 1 067 545 | 100   | 7 |  |  |
|                            |                                             |           |       |    |           |       |   |  |  |
| Schede bianche             | Schede bianche                              | 21 455    | 1,93  |    |           |       |   |  |  |
| Schede nulle               | Schede nulle                                | 22 086    | 1,99  |    |           |       |   |  |  |
| Votanti                    | Votanti                                     | 1 111 086 | 73,46 |    |           |       |   |  |  |
| Elettori                   | Elettori                                    | 1 512 459 |       |    |           |       |   |  |  |
|                            |                                             |           |       |    |           |       |   |  |  |
| Fonte: Camera dei deputati |                                             |           |       |    |           |       |   |  |  |

#### Eletti

##### Eletti nei collegi uninominali
Eletti nella coalizione di centro-destra (Lega - FI - FdI - NcI-UDC)
     Eletti nel Movimento 5 Stelle
| Collegio uninominale | Eletto | Eletto                  | Partito |
| -------------------- | ------ | ----------------------- | ------- |
| 1. Viterbo           |        | Mauro Rotelli           | FdI     |
| 2. Civitavecchia     |        | Alessandro Battilocchio | FI      |
| 3. Rieti             |        | Paolo Trancassini       | FdI     |
| 4. Frosinone         |        | Francesco Zicchieri     | Lega    |
| 5. Cassino           |        | Ilaria Fontana          | M5S     |
| 6. Terracina         |        | Paolo Barelli           | FI      |
| 7. Latina            |        | Giorgia Meloni          | FdI     |

1. ↑  In data 17.05.2022 aderisce al gruppo misto, non iscritti; in data 21.07.2022 al gruppo Italia Viva - Italia C'è.

##### Eletti nei collegi plurinominali
| Collegio plurinominale | M5S                                              | Lega                                  | Forza Italia        | Partito Democratico | Fratelli d'Italia        |
| ---------------------- | ------------------------------------------------ | ------------------------------------- | ------------------- | ------------------- | ------------------------ |
| Collegio plurinominale |                                                  |                                       |                     |                     |                          |
| Lazio 2 - 01           | - Marta Grande - Gabriele Lorenzoni              | - Filippo Maturi                      | - Renata Polverini  | - Fabio Melilli     | - Francesco Lollobrigida |
| Lazio 2 - 02           | - Luca Frusone - Raffaele Trano - Enrica Segneri | - Claudio Durigon - Francesca Gerardi | - Patrizia Marrocco | - Claudio Mancini   | –                        |

1. 1 2  In data 21.06.2022 aderisce al gruppo Insieme per il Futuro.
2. ↑  In data 21.01.21 aderisce al gruppo misto, componente «Centro Democratico-Italiani in Europa»; in data 25.02.2021 passa alla componente non iscritti; in data 21.05.2021 torna in Forza Italia - Berlusconi Presidente.
3. ↑  In data 18.03.2020 aderisce al gruppo misto, non iscritti; in data 23.02.2021 alla componente «Alternativa».

### XIX legislatura

#### Risultati elettorali
|                               | Fratelli d'Italia                                       | 305 157   | 33,68 | 2 | 482 174 | 53,22 | 5 |  |  |
|                               | Forza Italia                                            | 91 933    | 10,15 | 1 | 482 174 | 53,22 | 5 |  |  |
|                               | Lega per Salvini Premier                                | 80 680    | 8,91  | 1 | 482 174 | 53,22 | 5 |  |  |
|                               | Noi Moderati                                            | 4 404     | 0,49  | – | 482 174 | 53,22 | 5 |  |  |
|                               | Partito Democratico - Italia Democratica e Progressista | 135 107   | 14,91 | 2 | 184 108 | 20,32 | – |  |  |
|                               | Alleanza Verdi e Sinistra                               | 25 486    | 2,81  | – | 184 108 | 20,32 | – |  |  |
|                               | +Europa                                                 | 18 312    | 2,02  | – | 184 108 | 20,32 | – |  |  |
|                               | Impegno Civico – Centro Democratico                     | 5 203     | 0,57  | – | 184 108 | 20,32 | – |  |  |
|                               | Movimento 5 Stelle                                      | 140 121   | 15,47 | 1 | 140 121 | 15,47 | – |  |  |
|                               | Azione - Italia Viva                                    | 56 347    | 6,22  | – | 56 347  | 6,22  | – |  |  |
|                               | Italexit                                                | 17 223    | 1,90  | – | 17 223  | 1,90  | – |  |  |
|                               | Unione Popolare                                         | 13 642    | 1,51  | – | 13 642  | 1,51  | – |  |  |
|                               | Italia Sovrana e Popolare                               | 12 329    | 1,36  | – | 12 329  | 1,36  | – |  |  |
| Totale                        | Totale                                                  | 905 944   | 100   | 7 | 905 944 | 100   | 5 |  |  |
|                               |                                                         |           |       |   |         |       |   |  |  |
| Schede bianche                | Schede bianche                                          | 13 356    | 1,41  |   |         |       |   |  |  |
| Schede nulle                  | Schede nulle                                            | 26 293    | 2,78  |   |         |       |   |  |  |
| Votanti                       | Votanti                                                 | 945 593   | 63,75 |   |         |       |   |  |  |
| Elettori                      | Elettori                                                | 1 483 335 |       |   |         |       |   |  |  |
|                               |                                                         |           |       |   |         |       |   |  |  |
| Data: 25 settembre 2022       |                                                         |           |       |   |         |       |   |  |  |
| Fonte: Ministero dell'interno |                                                         |           |       |   |         |       |   |  |  |

#### Eletti

##### Eletti nei collegi uninominali
Eletti nella coalizione di coalizione di centro-destra (FdI - LSP - FI - NM)
| Collegio uninominale | Eletto | Eletto             | Partito |
| -------------------- | ------ | ------------------ | ------- |
| 01 - Viterbo         |        | Mauro Rotelli      | FdI     |
| 02 - Rieti           |        | Paolo Trancassini  | FdI     |
| 03 - Latina          |        | Chiara Colosimo    | FdI     |
| 04 - Frosinone       |        | Massimo Ruspandini | FdI     |
| 05 - Terracina       |        | Nicola Ottaviani   | LSP     |

##### Eletti nei collegi plurinominali
| Collegio plurinominale | Fratelli d'Italia                         | Movimento 5 Stelle | Partito Democratico-IDP | Forza Italia        | Lega per Salvini Premier |
| ---------------------- | ----------------------------------------- | ------------------ | ----------------------- | ------------------- | ------------------------ |
| Collegio plurinominale |                                           |                    |                         |                     |                          |
| Lazio 2 - 01           | - Massimo Milani                          | -                  | - Marianna Madia        | -                   | -                        |
| Lazio 2 - 02           | - Francesco Lollobrigida - Paolo Pulciani | - Ilaria Fontana   | - Matteo Orfini         | - Patrizia Marrocco | - Giovanna Miele         |